# 窮遊去哪裡
《窮遊去哪裡》，又稱《三Chul去哪裡》，為韓國TV朝鮮2018年推出的綜藝節目，由盧弘喆、金希澈、金榮澈等人共同主持，節目主軸為展示旅行當地的美食與各種旅行資訊，並展示三人所擦出的火花。

## 主持
三位主持合稱「三 철 (Chul)」，因各人姓名中皆有「철」字而得名。
| 姓名            | 參與節目時年齡 | 職業                                  |
| 金榮澈 (김영철) | 43-44          | 喜劇演員、主持人                      |
| 盧弘喆 (노홍철) | 39             | 藝人、主持人                          |
| 金希澈 (김희철) | 34-35          | 歌手 (Super Junior成員)、演員、主持人 |

## 各集內容
| 集數 | 播放日期                       | 目的地 (拍攝日期)                            | 景點                                                                          | 嘉賓           |
| 1    | 2018年7月15日                  | 日本 福岡 · (2018年6月16-18日) ·             | 絲島市: 椰子樹秋千、白絲瀑布                                                  | /              |
| 2    | 2018年7月22日                  | 日本 福岡 · (2018年6月16-18日) ·             | 絲島市: 絲島海邊 九州市 小倉區: ALUALU City、門司區: 復古觀光列車、列車咖啡館 | /              |
| 3    | 2018年7月29日                  | 第一、二集回顧                               | 第一、二集回顧                                                                | 第一、二集回顧 |
| 4    | 2018年8月5日                   | 日本 福岡 · (2018年7月10-12日) ·             | 福岡機場: 拉麵跑道 八女市: 民宿周邊散步、茶道體驗                             | /              |
| 5    | 2018年8月12日                  | 日本 福岡 · (2018年7月10-12日) ·             | 九留米市: 市場 柳川市： 御花、柳川泛舟                                        | /              |
| 6    | 2018年8月19日 (2018年8月7日)   | 金榮澈: 楊平 · 盧弘喆: 春川 · 金希澈: 坡州 · | 楊平市場、木炭桑拿                                                            | /              |
| 6    | 2018年8月19日 (2018年8月7日)   | 金榮澈: 楊平 · 盧弘喆: 春川 · 金希澈: 坡州 · | 義岩湖                                                                        | /              |
| 6    | 2018年8月19日 (2018年8月7日)   | 金榮澈: 楊平 · 盧弘喆: 春川 · 金希澈: 坡州 · | Heyri藝術村: 遊戲博物館、電影博物館、現代史博物館、手工體驗館                 | 金信英         |
| 7    | 2018年8月26日 (2018年8月8-9日) | 金榮澈: 楊平 · 盧弘喆: 春川 · 金希澈: 坡州 · | Heyri藝術村: 遊戲博物館、電影博物館、現代史博物館、手工體驗館                 | 金信英         |
| 7    | 2018年8月26日 (2018年8月8-9日) | 楊平                                         | 治愈森林                                                                      | 朴美善         |

## 外部連結
- 官方網站 （页面存档备份，存于） 
- Daum上《窮遊去哪裡》的資料